# Vampire Prosecutor
Vampire Prosecutor (coréen : 뱀파이어 검사 – Baempaieo Geomsa), est une série télévisée sud-coréenne en 23 épisodes diffusée du 2 octobre 2011 au 18 novembre 2012 sur la chaîne OCN en Corée du Sud.

## Synopsis
Le procureur Min Tae-yeon a été victime d'un accident de voiture et s'est fait infliger une morsure par un inconnu ce qui a fait de lui un vampire. Dès ce jour, il décide de se nourrir uniquement du sang de personnes décédées et de mettre ses capacités de vampire au service des enquêtes qu'il mène pour son travail de procureur. Un jour, il intègre une unité commune créée par le Parquet et la police pour les enquêtes spéciales et travaille avec le détective Hwang Soon-bum, la procureur Yoo Jung-in et le stagiaire Choi Dong-man. Mais la seule enquête qu'il n'arrive pas à résoudre est « L'affaire du vampire ». Le vampire qui l'a transformé il y a sept ans et dont il ne connait pas l'identité ni la raison qui l'a poussé à le transformer en vampire. À la suite de pistes trouvées par celui-ci sur des enquêtes qui semblent insolubles, Yoo Jung-in le suspecte et se pose de plus en plus de questions sur ses habitudes douteuses ...

## Fiche technique
- Titre original : Baempaieo Geomsa
- Titre français : Vampire Prosecutor
- Réalisation : Kim Byung-soo et Yoo Seon-dong
- Scénario : Yang Jin-ah, Park Hyung-jin, Han Jung-hoon, Lee Seung-hoon et Kang Eun-sun
- Photographie : Kim Tae-sung
- Montage : Lee Jin
- Production : Lee Seung-hoon
- Sociétés de production : E Pictures, CMG Chorok Stars
- Pays d’origine :  Corée du Sud
- Langue originale : Coréen
- Genre : Fantastique, série policière, action

## Distribution

### Acteurs principaux
- Yeon Jung-hoon : Min Tae-yeon (saison 1 à 2)
- Lee Young-ah : Yoo Jung-in (saison 1 à 2)
- Lee Won-jong : Hwang Soon-bum, détective (saison 1 à 2)
- Kim Joo-young : Choi Dong-man (saison 1 à 2)
- Lee Kyung-young : Jo Jung-hyun (saison 2)
- Kwon Hyun-sang : L (saison 2)

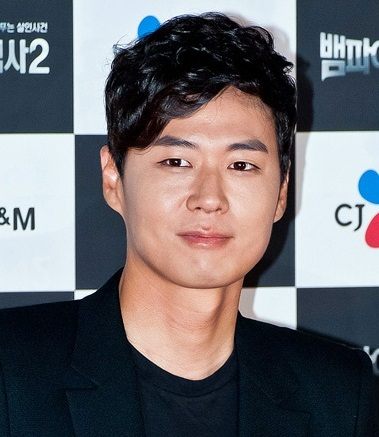
Yeon Jung-hoon interprète Min Tae-yeon
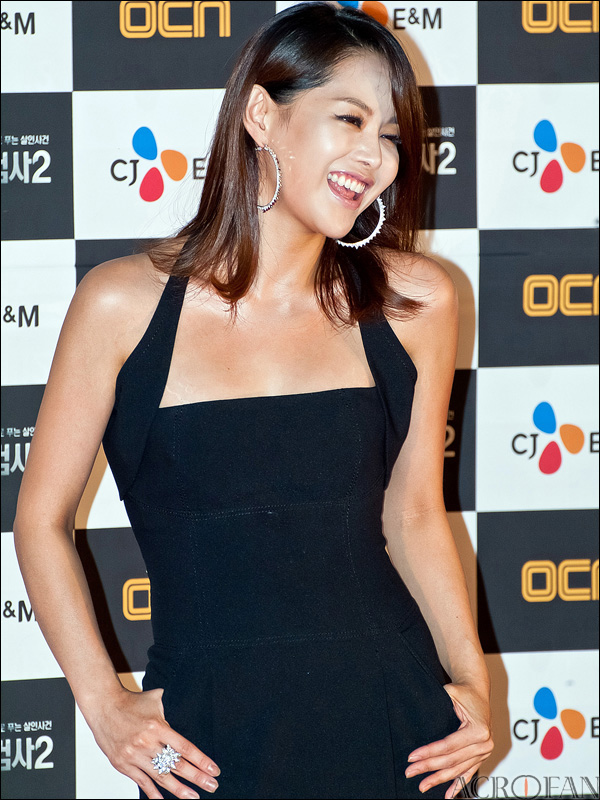
Lee Young-ah interprète Yoo Jung-in
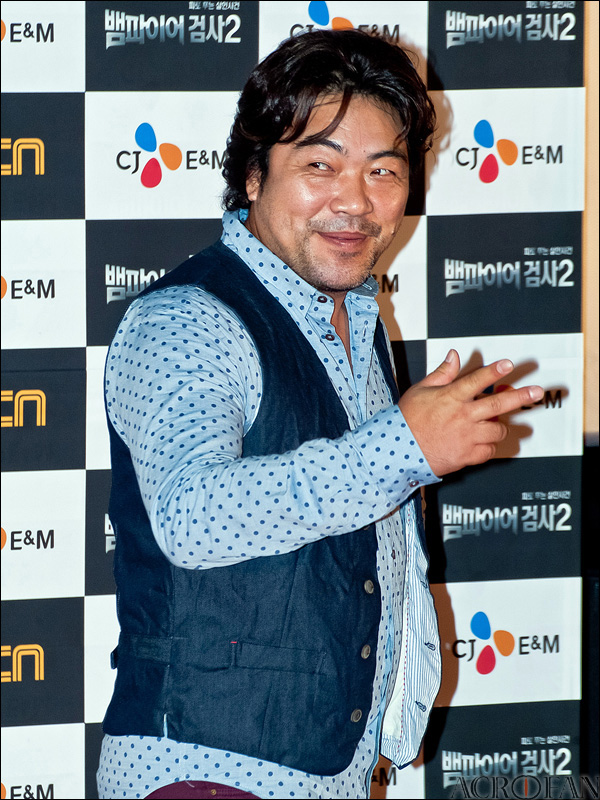
Lee Won-jong interprète Hwang Soon-bum
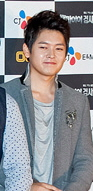
Kim Joo-young interprète Choi Dong-man
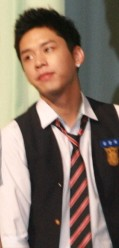
Kwon Hyun-sang interprète L
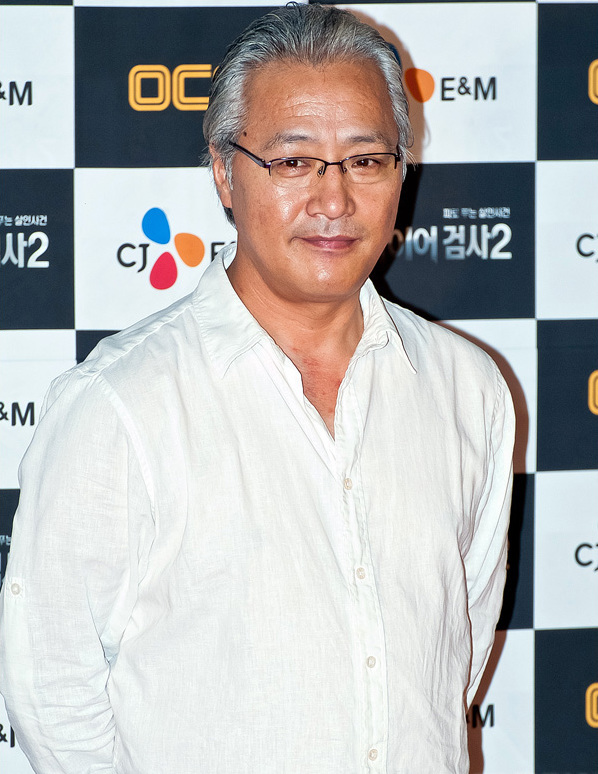
Lee Kyung-young interprète Jo Jung-hyun

### Acteurs secondaires
- Jang Hyun-sung : Jang Chul-oh
- Kim Ye-jin : Soo-hee
- Kim Eung-soo : Yoo Won-kook
- Park Jae-hoon : Ra Jae-Wook, barman
- Yoshitaka Yuriko : Luna
- Gong Jung-hwan : Park Hoon / Kim Sung-hoon
- Kim Ji-young : Lee Ji-ae
- Kim Bo-young : Joo Hyun-ah
- Seo Soo-min : Jo Hye-in

### Acteurs récurrents
| Introduits dans la première saison : - Choi Yong-min : Président Gum (épisodes 1, 2) - Song Min-jung : Seo Ji-yeon (épisode 2) - Seo Woo-jin : Oh Min-ho (épisode 3) - Choi Min : Nam Gun-wook (épisode 4) - Jang Young-nam : Yoon Ji-hee (épisode 4, 8, 11) - Jo Jung-eun : Park Hyun-joo (épisode 5) - Kim Ye-ryung : Mère de Park Hyun-joo (épisode 5) - Yoon Gi-won : Choi Wook (épisode 7) - Jung Da-hye : Yoon Se-hwa (épisode 8) - Jung Eui-chul : Min Jung-woo (épisode 8) - Lee Jong-hyuk : Procureur Jin (épisode 8) - Kim Hyun-sung : Lee Jung-moon (épisode 12) - Jang Gwang : Kwak No-seung - Kim Hyo-sun | Introduits dans la deuxième saison : - Kim Jong-goo : Heo Hak-bum (épisode 1) - Song Ji-hyun : Oh Min-young (épisode 2) - Kim In-seo : Bae Ji Yeon (épisode 2) - Jun Hui-soo : Bae Ji Yeon jeune (épisode 2) - Hong Suk-chun : Gabriel Jang (épisode 6) - Shim Yi-Young : Park Hae-ri (épisode 7) - Kim Hyun-sook : Lee Young-ae (épisode 8) - Yoo Hyung-kwan : Yoo Hyung-kwan (épisode 8) - Jung Ji-soon : Jung Ji-soon (épisode 8) - Im Seo-yeon : Byun Ji-won (épisode 8) - Yoon Seo-hyun : Yoon Seo-hyun (épisode 8) - Jang Hyun-sung : Jang Chul-oh (épisode 10) |

## Production

### Tournage
Lors du tournage de l'épisode 7 « Stalker » de la saison 2 de la série, Yeon Jung-hoon a été transporté en urgence pour se faire vacciner contre le tétanos à la suite d'un accident qui s'est produit. Selon une source proche de l'équipe de production, Yeon Jung-hoon jouait pour une scène d'action avec un personnage armé d'un couteau et s'est blessé la main avec le couteau. Après s'être fait vacciner, il continua le tournage.
Le 28 août 2012, l'agence de Yeon Jung-hoon a révélé que ce dernier s'est blessé à la cheville en plein tournage de la deuxième saison de la série. Il s'est fait cette blessure en sautant d'une fenêtre. Cette scène était filmée sans cascadeur,.

### Bande-originale
Vampire Prosecutor - Original Television Soundtrack
- Don't Cry - Joseph feat. Rhino
- Looks Crazy In Love - Lee Jung
- Danger - Sniper

### Diffusion internationale
- : OCN, Channel M
- : HBO
- : KIX, Thrill
- : KIX, Thrill
- : HBO
- : KIX, Thrill
- : KIX, Thrill
- : KIX, Thrill
- : KIX, Thrill
- : HBO

## Distinctions
- DramaFever Awards 2012 : Meilleur méchant pour Kwon Hyun-sang[4].

## Support physique
Un coffret DVD est édité en France courant 2013 par Dramapassion.

### Sources
- (en) Cet article est partiellement ou en totalité issu de l’article de Wikipédia en anglais intitulé « Vampire Prosecutor » (voir la liste des auteurs).